# إلبيديا كاريو
إلبيديا كاريو (بالإسبانية: Elpidia Carrillo)‏ هي ممثلة مكسيكية، ولدت في 16 أغسطس 1961 في المكسيك.

## أعمال

### أفلام
- (1987) بريداتور[5][6][7]
- (2008) 7 أرطال[8][9]
- (2009) أم وطفل[10]

## وصلات خارجية
- إلبيديا كاريو على موقع IMDb (الإنجليزية)
- إلبيديا كاريو على موقع ألو سيني (الفرنسية)
- إلبيديا كاريو على موقع أول موفي (الإنجليزية)
- إلبيديا كاريو على موقع قاعدة بيانات الأفلام السويدية (السويدية)
- إلبيديا كاريو على موقع قاعدة بيانات الفيلم (الإنجليزية)
- إلبيديا كاريو على موقع كينوبويسك (الروسية)